# TSV Abtswind
Der TSV Abtswind (amtlich: Turn- und Sportverein Abtswind e. V.) ist ein Sportverein aus der unterfränkischen Gemeinde Abtswind mit den Abteilungen Fußball, Korbball, Gymnastik und Tanz.
Er wurde 1956 gegründet. Die Herrenmannschaft der Fußballabteilung spielt seit der Saison 2018/19 in der fünftklassigen Bayernliga.

## Geschichte
Der Verein stieg 2012 erstmals in die Landesliga Bayern auf. Im sechsten Jahr in der Landesliga wurde man 2018 Meister und stieg in die Bayernliga auf.
Die 3. Mannschaft des TSV Abtswind spielt seit der Saison 2023/24 in einer Spielgemeinschaft mit dem 1. FC Geesdorf in der A-Klasse.